# Brachytelopus parvulus
Brachytelopus parvulus är en mångfotingart som beskrevs av Carl Graf Attems 1929. Brachytelopus parvulus ingår i släktet Brachytelopus och familjen Gomphodesmidae. Inga underarter finns listade i Catalogue of Life.